# Heidi Crowter

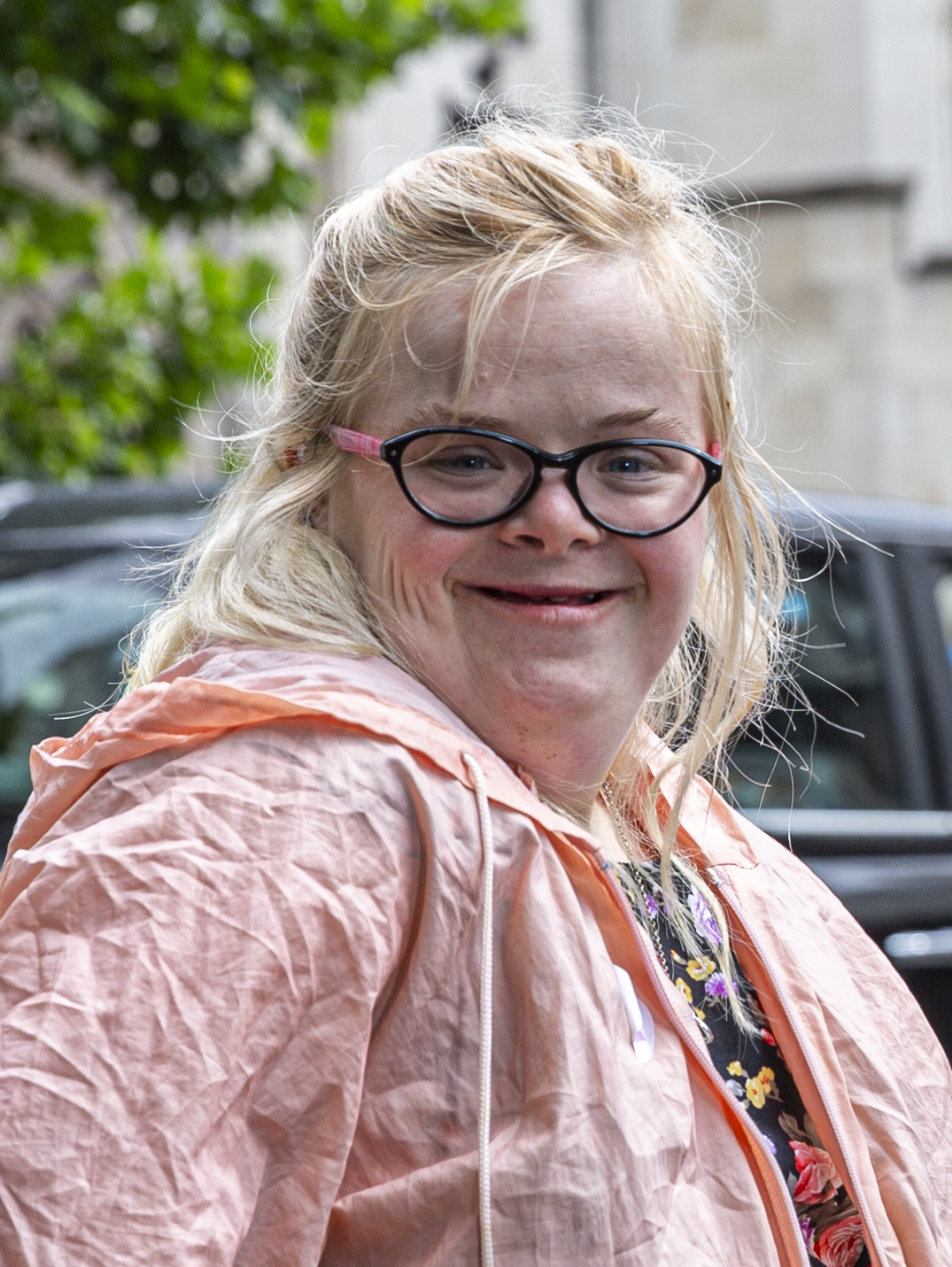
Heidi Crowter (2021)

Heidi Anne Crowter, auch Heidi Carter (* 3. Juli 1995 in Coventry, West Midlands), ist eine englische Aktivistin für Behindertenrechte. Als Betroffene setzt sich Crowter für die Anti-Abtreibungsgruppe Don't Screen Us Out ein, die sich gegen das englische Abtreibungsgesetz aus dem Jahr 1967 (englisch Abortion Act 1967) wendet, das sie als diskriminierend gegenüber Föten mit Behinderung ansieht.

## Leben und Wirken
Heidi Crowter, die Tochter von Liz und Steve Crowter, wurde am 3. Juli 1995 in der Stadt Coventry geboren. Bald nach ihrer Geburt stellte sich heraus, dass sie das Down-Syndrom hat. Bei Crowter wurden Leukämie, Lungenentzündung und Nierenversagen diagnostiziert, und sie musste kurz nach ihrer Geburt am Herzen operiert werden. Sie hat zwei ältere Brüder und eine jüngere Schwester. Im Alter von 16 Jahren wurde Crowter Opfer von Internet-Trolling und Schikanen im Zusammenhang mit ihrem Down-Syndrom. Nach dem Besuch von Regelschulen und einer Ausbildung zur Friseurin arbeitet sie in einem Friseursalon in Coventry, verwaltet dessen Social-Media-Konten und arbeitet mit Kindern.
Crowter engagiert sich in der Kampagne Don’t Screen Us Out (dt. etwa: Blendet uns nicht aus). Zusammen mit zwei weiteren Personen verklagte sie das Department of Health and Social Care mit der Begründung, das Abtreibungsgesetz von 1967 sei diskriminierend, da es die Abtreibung von Föten mit Down-Syndrom und anderen Diagnosen bis zum Zeitpunkt der Geburt erlaube. Im September 2021 wurde die Klage am High Court of Justice von den Richtern Rabinder Singh und Nathalie Lieven abgewiesen. Im März 2022 wurde es Crowter jedoch ermöglicht, beim Court of Appeal gegen das Urteil Berufung einzulegen. Da auch diese Klage im November 2022 abgewiesen wurde, plant Crowter, ihren Fall vor den Supreme Court, den Obersten Gerichtshof des Vereinigten Königreichs, zu bringen.

In einem Interview sagte Crowter: 

„I have a fantastic life. I have been married for two years. I have lived independently for seven years now. I can cook, clean, and I am a qualified hairdresser. [… ] On the night I was born, my mum cried to my dad, saying “She will never get married or be a bridesmaid,” which I proved wrong.“

„Ich habe ein fantastisches Leben. Ich bin seit zwei Jahren verheiratet. Ich lebe jetzt seit sieben Jahren unabhängig. Ich kann kochen, putzen und bin ausgebildete Friseurin. [… ] In der Nacht, in der ich geboren wurde, weinte meine Mutter und sagte zu meinem Vater: „Sie wird nie heiraten oder Brautjungfer sein“, aber ich habe das Gegenteil bewiesen.“

Nachdem ihre Eltern bereits in den Jahren 2003 und 2008 in zwei Büchern über ihr Leben mit einem Kind mit Down-Syndrom berichtet hatten, veröffentlichte Crowter im August 2022 ein eigenes Buch mit dem Titel I’m Just Heidi!, das sie gemeinsam mit ihrem Ehemann verfasst hat. Sie ist Schirmherrin von Positive About Down Syndrome und Gründungsmitglied der National Down Syndrome Policy Group.
Die BBC ehrte Heidi Crowter im Dezember 2022 durch ihre Aufnahme in die Liste der BBC 100 Women 2022.

## Privates

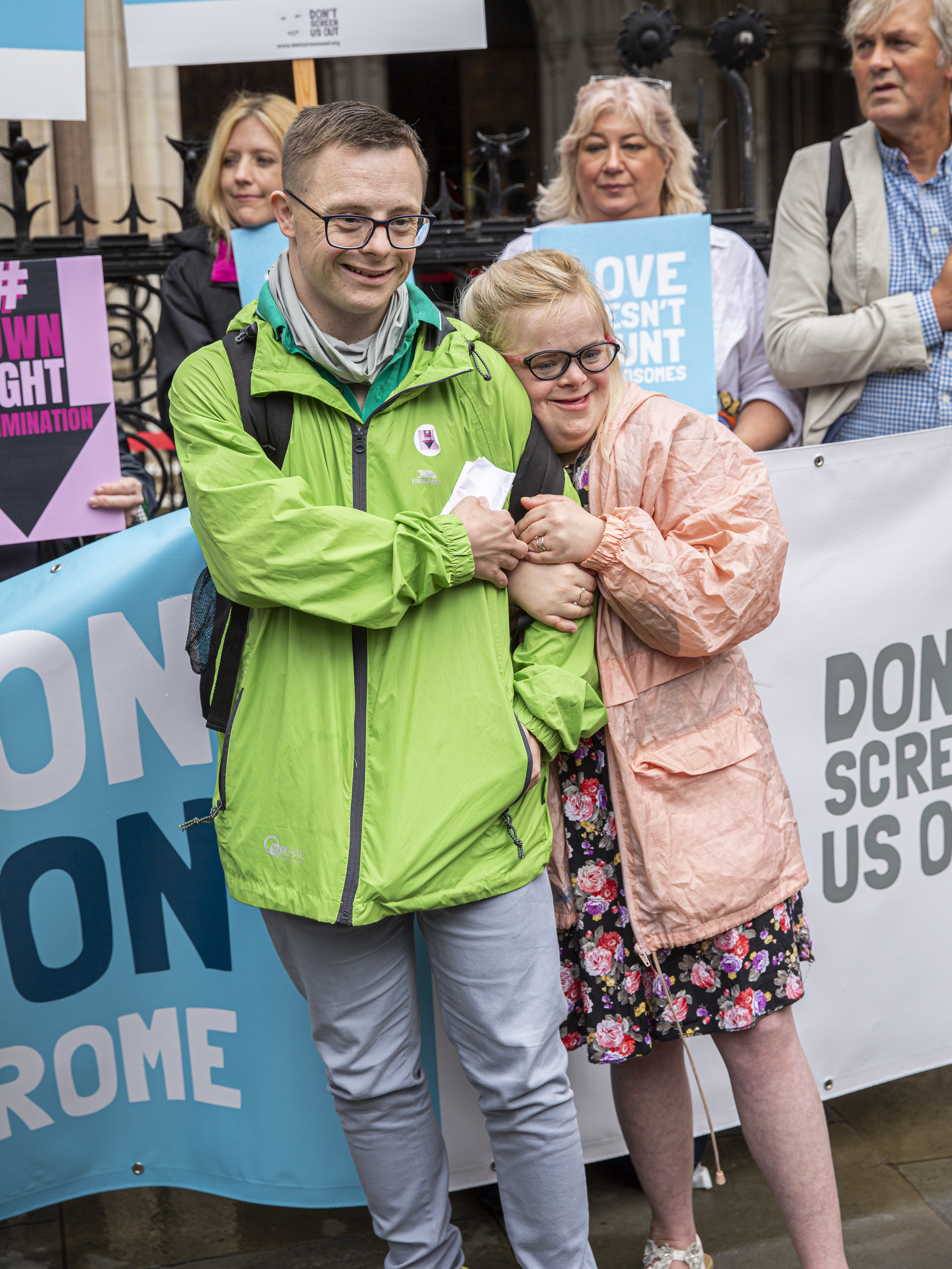
Heidi Crowter und ihr Ehemann James Carter im Juli 2021 (am Tag der Anhörung ihres Falles) bei einer Kundgebung vor dem High Court of Justice in London

Crowter ist Christin; der Glaube gibt ihr viel Kraft und Lebensmut. Ihren Ehemann James Carter lernte sie 2017 online kennen. Sie verlobten sich 2018 und heirateten 2020 in der Hillfields Church in Coventry.

## Publikationen
- Heidi Carter, James Carter: I’m Just Heidi! Living to the Full with Down’s Syndrome. DayOne, Leominster 2022, ISBN 978-1-84625-725-4 (englisch).